# Karl-Erik Skarvall
Karl-Erik Skarvall, född 10 april 1915 i Sundbybergs köping, död 1 december 1998 i Västerleds församling, Stockholm, var en svensk jurist.

## Biografi
Skarvall avlade juris kandidatexamen i Stockholm 1939 och gjorde därefter tingstjänstgöring i Stockholms rådhusrätt. Han blev assessor 1955, rådman 1960 och lagman i Svea hovrätt 1972. Skarvall var president i Hovrätten för Nedre Norrland 1974–1981 och ordförande i Brottsförebyggande rådet 1982–1983. Han är begravd på Bromma kyrkogård.

## Utmärkelser
- Kommendör av Nordstjärneorden, 3 december 1974.[3]